# Mediolan-San Remo 2021
Mediolan–San Remo 2021 – 112. edycja wyścigu kolarskiego Mediolan-San Remo, która odbyła się 20 marca 2021 na trasie o długości ponad 299 km z Mediolanu do San Remo. Wyścig był częścią UCI World Tour 2021.

## Uczestnicy

### Drużyny
| WorldTeams (19)- AG2R Citroën Team - Astana-Premier Tech - Bahrain Victorious - Bora-Hansgrohe - Cofidis - Deceuninck-Quick Step - EF Education-Nippo - Groupama-FDJ - Ineos Grenadiers - Intermarché-Wanty-Gobert Matériaux - Israel Start-Up Nation - Jumbo-Visma - Lotto Soudal - Movistar Team - Team BikeExchange - Team DSM - Trek-Segafredo - Qhubeka Assos - UAE Team Emirates ProTeams (6)- Androni Giocattoli-Sidermec - Alpecin-Fenix - Bardiani CSF Faizanè - Arkéa-Samsic - Total Direct Énergie - Team Novo Nordisk |
| |

### Lista startowa
| Jumbo-Visma TJV | Jumbo-Visma TJV           | Jumbo-Visma TJV |
| --------------- | ------------------------- | --------------- |
| Nr              | Kolarz                    | Miejsce         |
| 1               | Wout van Aert (BEL)       | 3.              |
| 2               | Edoardo Affini (ITA)      | 158.            |
| 3               | Paul Martens (GER)        | 163.            |
| 4               | Sam Oomen (NED)           | 70.             |
| 5               | Christoph Pfingsten (GER) | 159.            |
| 6               | Timo Roosen (NED)         | 80.             |
| 7               | Jos van Emden (NED)       | 95.             |

| AG2R Citroën Team ACT | AG2R Citroën Team ACT   | AG2R Citroën Team ACT |
| --------------------- | ----------------------- | --------------------- |
| Nr                    | Kolarz                  | Miejsce               |
| 11                    | Greg Van Avermaet (BEL) | 13.                   |
| 12                    | Stan Dewulf (BEL)       | 90.                   |
| 13                    | Alexis Gougeard (FRA)   | 136.                  |
| 14                    | Oliver Naesen (BEL)     | 21.                   |
| 15                    | Michael Schär (SUI)     | 100.                  |
| 16                    | Gijs Van Hoecke (BEL)   | 140.                  |
| 17                    | Andrea Vendrame (ITA)   | 23.                   |

| Alpecin-Fenix AFC | Alpecin-Fenix AFC                  | Alpecin-Fenix AFC |
| ----------------- | ---------------------------------- | ----------------- |
| Nr                | Kolarz                             | Miejsce           |
| 21                | Mathieu van der Poel (NED) (szosa) | 5.                |
| 22                | Dries De Bondt (BEL) (szosa)       | 98.               |
| 23                | Senne Leysen (BEL)                 | 161.              |
| 24                | Kristian Sbaragli (ITA)            | 61.               |
| 25                | Petr Vakoč (CZE)                   | 132.              |
| 26                | Otto Vergaerde (BEL)               | 119.              |
| 27                | Gianni Vermeersch (BEL)            | 24.               |

| Androni Giocattoli-Sidermec ANS | Androni Giocattoli-Sidermec ANS | Androni Giocattoli-Sidermec ANS |
| ------------------------------- | ------------------------------- | ------------------------------- |
| Nr                              | Kolarz                          | Miejsce                         |
| 31                              | Mattia Bais (ITA)               | DNS                             |
| 32                              | Luca Chirico (ITA)              | 111.                            |
| 33                              | Andrij Ponomar (UKR)            | 83.                             |
| 34                              | Josip Rumac (CRO) (szosa)       | 60.                             |
| 35                              | Filippo Tagliani (ITA)          | 166.                            |
| 36                              | Nicola Venchiarutti (ITA)       | 122.                            |
| 37                              | Mattia Viel (ITA)               | DNF                             |

| Astana-Premier Tech APT | Astana-Premier Tech APT | Astana-Premier Tech APT |
| ----------------------- | ----------------------- | ----------------------- |
| Nr                      | Kolarz                  | Miejsce                 |
| 41                      | Alex Aranburu (ESP)     | 7.                      |
| 42                      | Manuele Boaro (ITA)     | 124.                    |
| 43                      | Fabio Felline (ITA)     | 46.                     |
| 44                      | Dmitrij Gruzdiew (KAZ)  | 116.                    |
| 45                      | Gorka Izagirre (ESP)    | 45.                     |
| 46                      | Davide Martinelli (ITA) | 104.                    |
| 47                      | Matteo Sobrero (ITA)    | 65.                     |

| Bahrain Victorious TBV | Bahrain Victorious TBV  | Bahrain Victorious TBV |
| ---------------------- | ----------------------- | ---------------------- |
| Nr                     | Kolarz                  | Miejsce                |
| 51                     | Sonny Colbrelli (ITA)   | 8.                     |
| 52                     | Yukiya Arashiro (JPN)   | 117.                   |
| 53                     | Damiano Caruso (ITA)    | 55.                    |
| 54                     | Heinrich Haussler (AUS) | 157.                   |
| 55                     | Matej Mohorič (SLO)     | 11.                    |
| 56                     | Jan Tratnik (SLO)       | 135.                   |
| 57                     | Fred Wright (GBR)       | 148.                   |

| Bardiani CSF Faizanè BCF | Bardiani CSF Faizanè BCF | Bardiani CSF Faizanè BCF |
| ------------------------ | ------------------------ | ------------------------ |
| Nr                       | Kolarz                   | Miejsce                  |
| 61                       | Enrico Battaglin (ITA)   | 68.                      |
| 62                       | Filippo Fiorelli (ITA)   | 48.                      |
| 63                       | Umberto Marengo (ITA)    | 51.                      |
| 64                       | Daniel Savini (ITA)      | DNS                      |
| 65                       | Alessandro Tonelli (ITA) | 106.                     |
| 66                       | Giovanni Visconti (ITA)  | 150.                     |
| 67                       | Filippo Zana (ITA)       | 73.                      |

| Bora-Hansgrohe BOH | Bora-Hansgrohe BOH          | Bora-Hansgrohe BOH |
| ------------------ | --------------------------- | ------------------ |
| Nr                 | Kolarz                      | Miejsce            |
| 71                 | Peter Sagan (SVK)           | 4.                 |
| 72                 | Pascal Ackermann (GER)      | 20.                |
| 73                 | Cesare Benedetti (ITA)      | 93.                |
| 74                 | Maciej Bodnar (POL)         | 141.               |
| 75                 | Marcus Burghardt (GER)      | 71.                |
| 76                 | Daniel Oss (ITA)            | 33.                |
| 77                 | Maximilian Schachmann (GER) | 14.                |

| Cofidis COF | Cofidis COF               | Cofidis COF |
| ----------- | ------------------------- | ----------- |
| Nr          | Kolarz                    | Miejsce     |
| 81          | Elia Viviani (ITA)        | 69.         |
| 82          | Attilio Viviani (ITA)     | 153.        |
| 83          | Pierre-Luc Périchon (FRA) | 97.         |
| 84          | Christophe Laporte (FRA)  | 22.         |
| 85          | Guillaume Martin (FRA)    | 53.         |
| 86          | Fabio Sabatini (ITA)      | 126.        |
| 87          | Kenneth Vanbilsen (BEL)   | 152.        |

| Deceuninck-Quick Step DQT | Deceuninck-Quick Step DQT        | Deceuninck-Quick Step DQT |
| ------------------------- | -------------------------------- | ------------------------- |
| Nr                        | Kolarz                           | Miejsce                   |
| 91                        | Julian Alaphilippe (FRA) (szosa) | 16.                       |
| 92                        | Kasper Asgreen (DEN) (szosa)     | 99.                       |
| 93                        | Davide Ballerini (ITA)           | 41.                       |
| 94                        | Sam Bennett (IRL)                | 42.                       |
| 95                        | Tim Declercq (BEL)               | 151.                      |
| 96                        | Yves Lampaert (BEL)              | 54.                       |
| 97                        | Zdeněk Štybar (CZE)              | 37.                       |

| EF Education-Nippo EFN | EF Education-Nippo EFN       | EF Education-Nippo EFN |
| ---------------------- | ---------------------------- | ---------------------- |
| Nr                     | Kolarz                       | Miejsce                |
| 101                    | Alberto Bettiol (ITA)        | 109.                   |
| 102                    | Stefan Bissegger (SUI)       | 103.                   |
| 103                    | Sergio Higuita (COL) (szosa) | 36.                    |
| 104                    | Michael Valgren (DEN)        | 52.                    |
| 105                    | Sebastian Langeveld (NED)    | 131.                   |
| 106                    | Magnus Cort Nielsen (DEN)    | 62.                    |
| 107                    | Thomas Scully (NZL)          | 146.                   |

| Groupama-FDJ GFC | Groupama-FDJ GFC            | Groupama-FDJ GFC |
| ---------------- | --------------------------- | ---------------- |
| Nr               | Kolarz                      | Miejsce          |
| 111              | Arnaud Démare (FRA) (szosa) | 26.              |
| 112              | Kevin Geniets (LUX) (szosa) | 50.              |
| 113              | Jacopo Guarnieri (ITA)      | 96.              |
| 114              | Ignatas Konovalovas (LTU)   | 66.              |
| 115              | Clément Davy (FRA)          | 162.             |
| 116              | Miles Scotson (AUS)         | 110.             |
| 117              | Ramon Sinkeldam (NED)       | 155.             |

| Ineos Grenadiers IGD | Ineos Grenadiers IGD     | Ineos Grenadiers IGD |
| -------------------- | ------------------------ | -------------------- |
| Nr                   | Kolarz                   | Miejsce              |
| 121                  | Michał Kwiatkowski (POL) | 17.                  |
| 122                  | Filippo Ganna (ITA)      | 64.                  |
| 123                  | Thomas Pidcock (GBR)     | 15.                  |
| 124                  | Salvatore Puccio (ITA)   | 94.                  |
| 125                  | Luke Rowe (GBR)          | 118.                 |
| 126                  | Ben Swift (GBR) (szosa)  | 77.                  |
| 127                  | Dylan van Baarle (NED)   | 31.                  |

| Intermarché-Wanty-Gobert Matériaux IWG | Intermarché-Wanty-Gobert Matériaux IWG | Intermarché-Wanty-Gobert Matériaux IWG |
| -------------------------------------- | -------------------------------------- | -------------------------------------- |
| Nr                                     | Kolarz                                 | Miejsce                                |
| 131                                    | Andrea Pasqualon (ITA)                 | 87.                                    |
| 132                                    | Aimé De Gendt (BEL)                    | 47.                                    |
| 133                                    | Jonas Koch (GER)                       | 92.                                    |
| 134                                    | Lorenzo Rota (ITA)                     | 40.                                    |
| 135                                    | Taco van der Hoorn (NED)               | 112.                                   |
| 136                                    | Pieter Vanspeybrouck (BEL)             | 154.                                   |
| 137                                    | Loïc Vliegen (BEL)                     | 57.                                    |

| Israel Start-Up Nation ISN | Israel Start-Up Nation ISN | Israel Start-Up Nation ISN |
| -------------------------- | -------------------------- | -------------------------- |
| Nr                         | Kolarz                     | Miejsce                    |
| 141                        | Matthias Brändle (AUT)     | 107.                       |
| 142                        | Davide Cimolai (ITA)       | 43.                        |
| 143                        | Alessandro De Marchi (ITA) | 82.                        |
| 144                        | Hugo Hofstetter (FRA)      | 67.                        |
| 145                        | Gaj Niw (ISR)              | DNF                        |
| 146                        | James Piccoli (CAN)        | 128.                       |
| 147                        | Gaj Sagiw (ISR)            | 145.                       |

| Lotto-Soudal LTS | Lotto-Soudal LTS       | Lotto-Soudal LTS |
| ---------------- | ---------------------- | ---------------- |
| Nr               | Kolarz                 | Miejsce          |
| 151              | Philippe Gilbert (BEL) | 72.              |
| 152              | Jasper De Buyst (BEL)  | 102.             |
| 153              | John Degenkolb (GER)   | 32.              |
| 154              | Caleb Ewan (AUS)       | 2.               |
| 155              | Frederik Frison (BEL)  | 127.             |
| 156              | Roger Kluge (GER)      | 101.             |
| 157              | Tim Wellens (BEL)      | 78.              |

| Movistar Team MOV | Movistar Team MOV         | Movistar Team MOV |
| ----------------- | ------------------------- | ----------------- |
| Nr                | Kolarz                    | Miejsce           |
| 161               | Iván García Cortina (ESP) | 30.               |
| 162               | Mathias Norsgaard (DEN)   | 125.              |
| 163               | Lluís Mas (ESP)           |                   |
| 164               | Nelson Oliveira (POR)     | 85.               |
| 165               | Gonzalo Serrano (ESP)     | 25.               |
| 166               | Albert Torres (ESP)       | 144.              |
| 167               | Davide Villella (ITA)     | 86.               |

| Arkéa-Samsic ARK | Arkéa-Samsic ARK         | Arkéa-Samsic ARK |
| ---------------- | ------------------------ | ---------------- |
| Nr               | Kolarz                   | Miejsce          |
| 171              | Nacer Bouhanni (FRA)     | 19.              |
| 172              | Warren Barguil (FRA)     | 44.              |
| 173              | Amaury Capiot (BEL)      | 138.             |
| 174              | Thibault Guernalec (FRA) | 160.             |
| 175              | Daniel McLay (GBR)       | 88.              |
| 176              | Clément Russo (FRA)      | 59.              |
| 177              | Connor Swift (GBR)       | DNS              |

| BikeExchange BEX | BikeExchange BEX              | BikeExchange BEX |
| ---------------- | ----------------------------- | ---------------- |
| Nr               | Kolarz                        | Miejsce          |
| 181              | Michael Matthews (AUS)        | 6.               |
| 182              | Luke Durbridge (AUS)          | 84.              |
| 183              | Michael Hepburn (AUS)         | 133.             |
| 184              | Christopher Juul-Jensen (DEN) | 130.             |
| 185              | Alexander Konychev (ITA)      | 134.             |
| 186              | Luka Mezgec (SLO)             | 49.              |
| 187              | Robert Stannard (AUS)         | 28.              |

| Team DSM DSM | Team DSM DSM               | Team DSM DSM |
| ------------ | -------------------------- | ------------ |
| Nr           | Kolarz                     | Miejsce      |
| 191          | Søren Kragh Andersen (DEN) | 9.           |
| 192          | Romain Bardet (FRA)        | 27.          |
| 193          | Romain Combaud (FRA)       | 123.         |
| 194          | Nicolas Roche (IRL)        | 115.         |
| 195          | Casper Pedersen (DEN)      | 120.         |
| 196          | Jasha Sütterlin (GER)      | 114.         |
| 197          | Martijn Tusveld (NED)      | 79.          |

| Team Novo Nordisk TNN | Team Novo Nordisk TNN | Team Novo Nordisk TNN |
| --------------------- | --------------------- | --------------------- |
| Nr                    | Kolarz                | Miejsce               |
| 201                   | Sam Brand (GBR)       | 167.                  |
| 202                   | Brian Kamstra (NED)   | DNF                   |
| 203                   | Péter Kusztor (HUN)   | 143.                  |
| 204                   | David Lozano (ESP)    | 164.                  |
| 205                   | Andrea Peron (ITA)    | 168.                  |
| 206                   | Charles Planet (FRA)  | 169.                  |
| 207                   | Umberto Poli (ITA)    | 165.                  |

| Qhubeka Assos TQA | Qhubeka Assos TQA             | Qhubeka Assos TQA |
| ----------------- | ----------------------------- | ----------------- |
| Nr                | Kolarz                        | Miejsce           |
| 211               | Giacomo Nizzolo (ITA) (szosa) | 18.               |
| 212               | Victor Campenaerts (BEL)      | 81.               |
| 213               | Simon Clarke (AUS)            | 38.               |
| 214               | Michael Gogl (AUT)            | 76.               |
| 215               | Bert-Jan Lindeman (NED)       | 142.              |
| 216               | Emil Vinjebo (DEN)            | 121.              |
| 217               | Łukasz Wiśniowski (POL)       | 58.               |

| Total Direct Énergie TDE | Total Direct Énergie TDE   | Total Direct Énergie TDE |
| ------------------------ | -------------------------- | ------------------------ |
| Nr                       | Kolarz                     | Miejsce                  |
| 221                      | Niccolò Bonifazio (ITA)    | 63.                      |
| 222                      | Edvald Boasson Hagen (NOR) | 137.                     |
| 223                      | Lorrenzo Manzin (FRA)      | 156.                     |
| 224                      | Adrien Petit (FRA)         | 149.                     |
| 225                      | Julien Simon (FRA)         | 29.                      |
| 226                      | Niki Terpstra (NED)        | 139.                     |
| 227                      | Anthony Turgis (FRA)       | 10.                      |

| Trek-Segafredo TFS | Trek-Segafredo TFS    | Trek-Segafredo TFS |
| ------------------ | --------------------- | ------------------ |
| Nr                 | Kolarz                | Miejsce            |
| 231                | Vincenzo Nibali (ITA) | 35.                |
| 232                | Nicola Conci (ITA)    | 105.               |
| 233                | Jacopo Mosca (ITA)    | 56.                |
| 234                | Ryan Mullen (IRL)     | 129.               |
| 235                | Quinn Simmons (USA)   | 74.                |
| 236                | Toms Skujiņš (LAT)    | 75.                |
| 237                | Jasper Stuyven (BEL)  | 1.                 |

| UAE Team Emirates UAD | UAE Team Emirates UAD           | UAE Team Emirates UAD |
| --------------------- | ------------------------------- | --------------------- |
| Nr                    | Kolarz                          | Miejsce               |
| 241                   | Alexander Kristoff (NOR)        | 89.                   |
| 242                   | Sven Erik Bystrøm (NOR) (szosa) | 108.                  |
| 243                   | Alessandro Covi (ITA)           | 39.                   |
| 244                   | Davide Formolo (ITA)            | 34.                   |
| 245                   | Fernando Gaviria (COL)          | 113.                  |
| 246                   | Maximiliano Richeze (ARG)       | 147.                  |
| 247                   | Matteo Trentin (ITA)            | 12.                   |

| Jumbo-Visma TJV | Jumbo-Visma TJV           | Jumbo-Visma TJV |
| --------------- | ------------------------- | --------------- |
| Nr              | Kolarz                    | Miejsce         |
| 1               | Wout van Aert (BEL)       | 3.              |
| 2               | Edoardo Affini (ITA)      | 158.            |
| 3               | Paul Martens (GER)        | 163.            |
| 4               | Sam Oomen (NED)           | 70.             |
| 5               | Christoph Pfingsten (GER) | 159.            |
| 6               | Timo Roosen (NED)         | 80.             |
| 7               | Jos van Emden (NED)       | 95.             |

| AG2R Citroën Team ACT | AG2R Citroën Team ACT   | AG2R Citroën Team ACT |
| --------------------- | ----------------------- | --------------------- |
| Nr                    | Kolarz                  | Miejsce               |
| 11                    | Greg Van Avermaet (BEL) | 13.                   |
| 12                    | Stan Dewulf (BEL)       | 90.                   |
| 13                    | Alexis Gougeard (FRA)   | 136.                  |
| 14                    | Oliver Naesen (BEL)     | 21.                   |
| 15                    | Michael Schär (SUI)     | 100.                  |
| 16                    | Gijs Van Hoecke (BEL)   | 140.                  |
| 17                    | Andrea Vendrame (ITA)   | 23.                   |

| Alpecin-Fenix AFC | Alpecin-Fenix AFC                  | Alpecin-Fenix AFC |
| ----------------- | ---------------------------------- | ----------------- |
| Nr                | Kolarz                             | Miejsce           |
| 21                | Mathieu van der Poel (NED) (szosa) | 5.                |
| 22                | Dries De Bondt (BEL) (szosa)       | 98.               |
| 23                | Senne Leysen (BEL)                 | 161.              |
| 24                | Kristian Sbaragli (ITA)            | 61.               |
| 25                | Petr Vakoč (CZE)                   | 132.              |
| 26                | Otto Vergaerde (BEL)               | 119.              |
| 27                | Gianni Vermeersch (BEL)            | 24.               |

| Androni Giocattoli-Sidermec ANS | Androni Giocattoli-Sidermec ANS | Androni Giocattoli-Sidermec ANS |
| ------------------------------- | ------------------------------- | ------------------------------- |
| Nr                              | Kolarz                          | Miejsce                         |
| 31                              | Mattia Bais (ITA)               | DNS                             |
| 32                              | Luca Chirico (ITA)              | 111.                            |
| 33                              | Andrij Ponomar (UKR)            | 83.                             |
| 34                              | Josip Rumac (CRO) (szosa)       | 60.                             |
| 35                              | Filippo Tagliani (ITA)          | 166.                            |
| 36                              | Nicola Venchiarutti (ITA)       | 122.                            |
| 37                              | Mattia Viel (ITA)               | DNF                             |

| Astana-Premier Tech APT | Astana-Premier Tech APT | Astana-Premier Tech APT |
| ----------------------- | ----------------------- | ----------------------- |
| Nr                      | Kolarz                  | Miejsce                 |
| 41                      | Alex Aranburu (ESP)     | 7.                      |
| 42                      | Manuele Boaro (ITA)     | 124.                    |
| 43                      | Fabio Felline (ITA)     | 46.                     |
| 44                      | Dmitrij Gruzdiew (KAZ)  | 116.                    |
| 45                      | Gorka Izagirre (ESP)    | 45.                     |
| 46                      | Davide Martinelli (ITA) | 104.                    |
| 47                      | Matteo Sobrero (ITA)    | 65.                     |

| Bahrain Victorious TBV | Bahrain Victorious TBV  | Bahrain Victorious TBV |
| ---------------------- | ----------------------- | ---------------------- |
| Nr                     | Kolarz                  | Miejsce                |
| 51                     | Sonny Colbrelli (ITA)   | 8.                     |
| 52                     | Yukiya Arashiro (JPN)   | 117.                   |
| 53                     | Damiano Caruso (ITA)    | 55.                    |
| 54                     | Heinrich Haussler (AUS) | 157.                   |
| 55                     | Matej Mohorič (SLO)     | 11.                    |
| 56                     | Jan Tratnik (SLO)       | 135.                   |
| 57                     | Fred Wright (GBR)       | 148.                   |

| Bardiani CSF Faizanè BCF | Bardiani CSF Faizanè BCF | Bardiani CSF Faizanè BCF |
| ------------------------ | ------------------------ | ------------------------ |
| Nr                       | Kolarz                   | Miejsce                  |
| 61                       | Enrico Battaglin (ITA)   | 68.                      |
| 62                       | Filippo Fiorelli (ITA)   | 48.                      |
| 63                       | Umberto Marengo (ITA)    | 51.                      |
| 64                       | Daniel Savini (ITA)      | DNS                      |
| 65                       | Alessandro Tonelli (ITA) | 106.                     |
| 66                       | Giovanni Visconti (ITA)  | 150.                     |
| 67                       | Filippo Zana (ITA)       | 73.                      |

| Bora-Hansgrohe BOH | Bora-Hansgrohe BOH          | Bora-Hansgrohe BOH |
| ------------------ | --------------------------- | ------------------ |
| Nr                 | Kolarz                      | Miejsce            |
| 71                 | Peter Sagan (SVK)           | 4.                 |
| 72                 | Pascal Ackermann (GER)      | 20.                |
| 73                 | Cesare Benedetti (ITA)      | 93.                |
| 74                 | Maciej Bodnar (POL)         | 141.               |
| 75                 | Marcus Burghardt (GER)      | 71.                |
| 76                 | Daniel Oss (ITA)            | 33.                |
| 77                 | Maximilian Schachmann (GER) | 14.                |

| Cofidis COF | Cofidis COF               | Cofidis COF |
| ----------- | ------------------------- | ----------- |
| Nr          | Kolarz                    | Miejsce     |
| 81          | Elia Viviani (ITA)        | 69.         |
| 82          | Attilio Viviani (ITA)     | 153.        |
| 83          | Pierre-Luc Périchon (FRA) | 97.         |
| 84          | Christophe Laporte (FRA)  | 22.         |
| 85          | Guillaume Martin (FRA)    | 53.         |
| 86          | Fabio Sabatini (ITA)      | 126.        |
| 87          | Kenneth Vanbilsen (BEL)   | 152.        |

| Deceuninck-Quick Step DQT | Deceuninck-Quick Step DQT        | Deceuninck-Quick Step DQT |
| ------------------------- | -------------------------------- | ------------------------- |
| Nr                        | Kolarz                           | Miejsce                   |
| 91                        | Julian Alaphilippe (FRA) (szosa) | 16.                       |
| 92                        | Kasper Asgreen (DEN) (szosa)     | 99.                       |
| 93                        | Davide Ballerini (ITA)           | 41.                       |
| 94                        | Sam Bennett (IRL)                | 42.                       |
| 95                        | Tim Declercq (BEL)               | 151.                      |
| 96                        | Yves Lampaert (BEL)              | 54.                       |
| 97                        | Zdeněk Štybar (CZE)              | 37.                       |

| EF Education-Nippo EFN | EF Education-Nippo EFN       | EF Education-Nippo EFN |
| ---------------------- | ---------------------------- | ---------------------- |
| Nr                     | Kolarz                       | Miejsce                |
| 101                    | Alberto Bettiol (ITA)        | 109.                   |
| 102                    | Stefan Bissegger (SUI)       | 103.                   |
| 103                    | Sergio Higuita (COL) (szosa) | 36.                    |
| 104                    | Michael Valgren (DEN)        | 52.                    |
| 105                    | Sebastian Langeveld (NED)    | 131.                   |
| 106                    | Magnus Cort Nielsen (DEN)    | 62.                    |
| 107                    | Thomas Scully (NZL)          | 146.                   |

| Groupama-FDJ GFC | Groupama-FDJ GFC            | Groupama-FDJ GFC |
| ---------------- | --------------------------- | ---------------- |
| Nr               | Kolarz                      | Miejsce          |
| 111              | Arnaud Démare (FRA) (szosa) | 26.              |
| 112              | Kevin Geniets (LUX) (szosa) | 50.              |
| 113              | Jacopo Guarnieri (ITA)      | 96.              |
| 114              | Ignatas Konovalovas (LTU)   | 66.              |
| 115              | Clément Davy (FRA)          | 162.             |
| 116              | Miles Scotson (AUS)         | 110.             |
| 117              | Ramon Sinkeldam (NED)       | 155.             |

| Ineos Grenadiers IGD | Ineos Grenadiers IGD     | Ineos Grenadiers IGD |
| -------------------- | ------------------------ | -------------------- |
| Nr                   | Kolarz                   | Miejsce              |
| 121                  | Michał Kwiatkowski (POL) | 17.                  |
| 122                  | Filippo Ganna (ITA)      | 64.                  |
| 123                  | Thomas Pidcock (GBR)     | 15.                  |
| 124                  | Salvatore Puccio (ITA)   | 94.                  |
| 125                  | Luke Rowe (GBR)          | 118.                 |
| 126                  | Ben Swift (GBR) (szosa)  | 77.                  |
| 127                  | Dylan van Baarle (NED)   | 31.                  |

| Intermarché-Wanty-Gobert Matériaux IWG | Intermarché-Wanty-Gobert Matériaux IWG | Intermarché-Wanty-Gobert Matériaux IWG |
| -------------------------------------- | -------------------------------------- | -------------------------------------- |
| Nr                                     | Kolarz                                 | Miejsce                                |
| 131                                    | Andrea Pasqualon (ITA)                 | 87.                                    |
| 132                                    | Aimé De Gendt (BEL)                    | 47.                                    |
| 133                                    | Jonas Koch (GER)                       | 92.                                    |
| 134                                    | Lorenzo Rota (ITA)                     | 40.                                    |
| 135                                    | Taco van der Hoorn (NED)               | 112.                                   |
| 136                                    | Pieter Vanspeybrouck (BEL)             | 154.                                   |
| 137                                    | Loïc Vliegen (BEL)                     | 57.                                    |

| Israel Start-Up Nation ISN | Israel Start-Up Nation ISN | Israel Start-Up Nation ISN |
| -------------------------- | -------------------------- | -------------------------- |
| Nr                         | Kolarz                     | Miejsce                    |
| 141                        | Matthias Brändle (AUT)     | 107.                       |
| 142                        | Davide Cimolai (ITA)       | 43.                        |
| 143                        | Alessandro De Marchi (ITA) | 82.                        |
| 144                        | Hugo Hofstetter (FRA)      | 67.                        |
| 145                        | Gaj Niw (ISR)              | DNF                        |
| 146                        | James Piccoli (CAN)        | 128.                       |
| 147                        | Gaj Sagiw (ISR)            | 145.                       |

| Lotto-Soudal LTS | Lotto-Soudal LTS       | Lotto-Soudal LTS |
| ---------------- | ---------------------- | ---------------- |
| Nr               | Kolarz                 | Miejsce          |
| 151              | Philippe Gilbert (BEL) | 72.              |
| 152              | Jasper De Buyst (BEL)  | 102.             |
| 153              | John Degenkolb (GER)   | 32.              |
| 154              | Caleb Ewan (AUS)       | 2.               |
| 155              | Frederik Frison (BEL)  | 127.             |
| 156              | Roger Kluge (GER)      | 101.             |
| 157              | Tim Wellens (BEL)      | 78.              |

| Movistar Team MOV | Movistar Team MOV         | Movistar Team MOV |
| ----------------- | ------------------------- | ----------------- |
| Nr                | Kolarz                    | Miejsce           |
| 161               | Iván García Cortina (ESP) | 30.               |
| 162               | Mathias Norsgaard (DEN)   | 125.              |
| 163               | Lluís Mas (ESP)           |                   |
| 164               | Nelson Oliveira (POR)     | 85.               |
| 165               | Gonzalo Serrano (ESP)     | 25.               |
| 166               | Albert Torres (ESP)       | 144.              |
| 167               | Davide Villella (ITA)     | 86.               |

| Arkéa-Samsic ARK | Arkéa-Samsic ARK         | Arkéa-Samsic ARK |
| ---------------- | ------------------------ | ---------------- |
| Nr               | Kolarz                   | Miejsce          |
| 171              | Nacer Bouhanni (FRA)     | 19.              |
| 172              | Warren Barguil (FRA)     | 44.              |
| 173              | Amaury Capiot (BEL)      | 138.             |
| 174              | Thibault Guernalec (FRA) | 160.             |
| 175              | Daniel McLay (GBR)       | 88.              |
| 176              | Clément Russo (FRA)      | 59.              |
| 177              | Connor Swift (GBR)       | DNS              |

| BikeExchange BEX | BikeExchange BEX              | BikeExchange BEX |
| ---------------- | ----------------------------- | ---------------- |
| Nr               | Kolarz                        | Miejsce          |
| 181              | Michael Matthews (AUS)        | 6.               |
| 182              | Luke Durbridge (AUS)          | 84.              |
| 183              | Michael Hepburn (AUS)         | 133.             |
| 184              | Christopher Juul-Jensen (DEN) | 130.             |
| 185              | Alexander Konychev (ITA)      | 134.             |
| 186              | Luka Mezgec (SLO)             | 49.              |
| 187              | Robert Stannard (AUS)         | 28.              |

| Team DSM DSM | Team DSM DSM               | Team DSM DSM |
| ------------ | -------------------------- | ------------ |
| Nr           | Kolarz                     | Miejsce      |
| 191          | Søren Kragh Andersen (DEN) | 9.           |
| 192          | Romain Bardet (FRA)        | 27.          |
| 193          | Romain Combaud (FRA)       | 123.         |
| 194          | Nicolas Roche (IRL)        | 115.         |
| 195          | Casper Pedersen (DEN)      | 120.         |
| 196          | Jasha Sütterlin (GER)      | 114.         |
| 197          | Martijn Tusveld (NED)      | 79.          |

| Team Novo Nordisk TNN | Team Novo Nordisk TNN | Team Novo Nordisk TNN |
| --------------------- | --------------------- | --------------------- |
| Nr                    | Kolarz                | Miejsce               |
| 201                   | Sam Brand (GBR)       | 167.                  |
| 202                   | Brian Kamstra (NED)   | DNF                   |
| 203                   | Péter Kusztor (HUN)   | 143.                  |
| 204                   | David Lozano (ESP)    | 164.                  |
| 205                   | Andrea Peron (ITA)    | 168.                  |
| 206                   | Charles Planet (FRA)  | 169.                  |
| 207                   | Umberto Poli (ITA)    | 165.                  |

| Qhubeka Assos TQA | Qhubeka Assos TQA             | Qhubeka Assos TQA |
| ----------------- | ----------------------------- | ----------------- |
| Nr                | Kolarz                        | Miejsce           |
| 211               | Giacomo Nizzolo (ITA) (szosa) | 18.               |
| 212               | Victor Campenaerts (BEL)      | 81.               |
| 213               | Simon Clarke (AUS)            | 38.               |
| 214               | Michael Gogl (AUT)            | 76.               |
| 215               | Bert-Jan Lindeman (NED)       | 142.              |
| 216               | Emil Vinjebo (DEN)            | 121.              |
| 217               | Łukasz Wiśniowski (POL)       | 58.               |

| Total Direct Énergie TDE | Total Direct Énergie TDE   | Total Direct Énergie TDE |
| ------------------------ | -------------------------- | ------------------------ |
| Nr                       | Kolarz                     | Miejsce                  |
| 221                      | Niccolò Bonifazio (ITA)    | 63.                      |
| 222                      | Edvald Boasson Hagen (NOR) | 137.                     |
| 223                      | Lorrenzo Manzin (FRA)      | 156.                     |
| 224                      | Adrien Petit (FRA)         | 149.                     |
| 225                      | Julien Simon (FRA)         | 29.                      |
| 226                      | Niki Terpstra (NED)        | 139.                     |
| 227                      | Anthony Turgis (FRA)       | 10.                      |

| Trek-Segafredo TFS | Trek-Segafredo TFS    | Trek-Segafredo TFS |
| ------------------ | --------------------- | ------------------ |
| Nr                 | Kolarz                | Miejsce            |
| 231                | Vincenzo Nibali (ITA) | 35.                |
| 232                | Nicola Conci (ITA)    | 105.               |
| 233                | Jacopo Mosca (ITA)    | 56.                |
| 234                | Ryan Mullen (IRL)     | 129.               |
| 235                | Quinn Simmons (USA)   | 74.                |
| 236                | Toms Skujiņš (LAT)    | 75.                |
| 237                | Jasper Stuyven (BEL)  | 1.                 |

| UAE Team Emirates UAD | UAE Team Emirates UAD           | UAE Team Emirates UAD |
| --------------------- | ------------------------------- | --------------------- |
| Nr                    | Kolarz                          | Miejsce               |
| 241                   | Alexander Kristoff (NOR)        | 89.                   |
| 242                   | Sven Erik Bystrøm (NOR) (szosa) | 108.                  |
| 243                   | Alessandro Covi (ITA)           | 39.                   |
| 244                   | Davide Formolo (ITA)            | 34.                   |
| 245                   | Fernando Gaviria (COL)          | 113.                  |
| 246                   | Maximiliano Richeze (ARG)       | 147.                  |
| 247                   | Matteo Trentin (ITA)            | 12.                   |

Legenda: DNF – nie ukończył etapu, OTL – przekroczył limit czasu, DNS – nie wystartował do etapu, DSQ – zdyskwalifikowany.

## Klasyfikacja generalna
| \| Klasyfikacja generalna \| Klasyfikacja generalna \| Klasyfikacja generalna \| Klasyfikacja generalna \| Klasyfikacja generalna \| \| Kolarz \| Kolarz \| Państwo \| Drużyna \| Czas \| \| ---------------------- \| ---------------------- \| ---------------------- \| ---------------------- \| ---------------------- \| \| 1. \| Jasper Stuyven \| Belgia \| Trek-Segafredo \| 6h 38' 06" \| \| 2. \| Caleb Ewan \| Australia \| Lotto-Soudal \| + 0" \| \| 3. \| Wout van Aert \| Belgia \| Jumbo-Visma \| + 0" \| \| 4. \| Peter Sagan \| Słowacja \| Bora-Hansgrohe \| + 0" \| \| 5. \| Mathieu van der Poel \| Holandia \| Alpecin-Fenix \| + 0" \| \| 6. \| Michael Matthews \| Australia \| BikeExchange \| + 0" \| \| 7. \| Alex Aranburu \| Hiszpania \| Astana-Premier Tech \| + 0" \| \| 8. \| Sonny Colbrelli \| Włochy \| Bahrain Victorious \| + 0" \| \| 9. \| Søren Kragh Andersen \| Dania \| Team DSM \| + 0" \| \| 10. \| Anthony Turgis \| Francja \| Total Direct Énergie \| + 0" \| \| 11. \| Matej Mohorič \| Słowenia \| Bahrain Victorious \| + 0" \| \| 12. \| Matteo Trentin \| Włochy \| UAE Team Emirates \| + 0" \| \| 13. \| Greg Van Avermaet \| Belgia \| AG2R Citroën Team \| + 0" \| \| 14. \| Maximilian Schachmann \| Niemcy \| Bora-Hansgrohe \| + 0" \| \| 15. \| Thomas Pidcock \| Wielka Brytania \| Ineos Grenadiers \| + 0" \| \| 16. \| Julian Alaphilippe \| Francja \| Deceuninck-Quick Step \| + 0" \| \| 17. \| Michał Kwiatkowski \| Polska \| Ineos Grenadiers \| + 0" \| \| 18. \| Giacomo Nizzolo \| Włochy \| Qhubeka Assos \| + 6" \| \| 19. \| Nacer Bouhanni \| Francja \| Arkéa-Samsic \| + 6" \| \| 20. \| Pascal Ackermann \| Niemcy \| Bora-Hansgrohe \| + 6" \| |                       |                 |                       |            |
| |                       |                 |                       |            |
| Źródło: ProCyclingStats |                       |                 |                       |            |
| Klasyfikacja generalna |                       |                 |                       |            |
| Kolarz | Kolarz                | Państwo         | Drużyna               | Czas       |
| 1. | Jasper Stuyven        | Belgia          | Trek-Segafredo        | 6h 38' 06" |
| 2. | Caleb Ewan            | Australia       | Lotto-Soudal          | + 0"       |
| 3. | Wout van Aert         | Belgia          | Jumbo-Visma           | + 0"       |
| 4. | Peter Sagan           | Słowacja        | Bora-Hansgrohe        | + 0"       |
| 5. | Mathieu van der Poel  | Holandia        | Alpecin-Fenix         | + 0"       |
| 6. | Michael Matthews      | Australia       | BikeExchange          | + 0"       |
| 7. | Alex Aranburu         | Hiszpania       | Astana-Premier Tech   | + 0"       |
| 8. | Sonny Colbrelli       | Włochy          | Bahrain Victorious    | + 0"       |
| 9. | Søren Kragh Andersen  | Dania           | Team DSM              | + 0"       |
| 10. | Anthony Turgis        | Francja         | Total Direct Énergie  | + 0"       |
| 11. | Matej Mohorič         | Słowenia        | Bahrain Victorious    | + 0"       |
| 12. | Matteo Trentin        | Włochy          | UAE Team Emirates     | + 0"       |
| 13. | Greg Van Avermaet     | Belgia          | AG2R Citroën Team     | + 0"       |
| 14. | Maximilian Schachmann | Niemcy          | Bora-Hansgrohe        | + 0"       |
| 15. | Thomas Pidcock        | Wielka Brytania | Ineos Grenadiers      | + 0"       |
| 16. | Julian Alaphilippe    | Francja         | Deceuninck-Quick Step | + 0"       |
| 17. | Michał Kwiatkowski    | Polska          | Ineos Grenadiers      | + 0"       |
| 18. | Giacomo Nizzolo       | Włochy          | Qhubeka Assos         | + 6"       |
| 19. | Nacer Bouhanni        | Francja         | Arkéa-Samsic          | + 6"       |
| 20. | Pascal Ackermann      | Niemcy          | Bora-Hansgrohe        | + 6"       |